# Hemorràgia postpart
El sagnat postpart o hemorràgia postpart (HPP) es defineix sovint com la pèrdua de sang de més de 500 ml o 1.000 ml durant les primeres 24 hores posteriors al part i és, per tant, una forma d'hemorràgia obstètrica. Alguns han afegit el requisit que també hi hagi signes o símptomes de baix volum sanguini perquè s'etiqueti d'HPP. Els signes i símptomes poden incloure inicialment: augment de la freqüència cardíaca, sensació de desmai en estar parat i augment de la freqüència respiratòria. A mesura que es perd més sang, el pacient pot sentir fred, la pressió arterial pot baixar i pot entrar en xoc. L'HPP es pot produir fins a sis setmanes després del part.
La causa més freqüent és la mala contracció de l'úter després del part. També quan no és possible que surti tota la placenta, un estrip de l'úter o una mala coagulació de la sang. Es produeix amb més freqüència en aquells que: ja tenen una quantitat baixa de sang vermella, són asiàtics, tenen més o més d'un nadó, són obeses o tenen més de 40 anys. També es produeix més sovint després de cesàries, aquells en els quals s'utilitzen medicaments per iniciar el part, els que requereixen l'ús de ventosa o fòrceps i les que tenen una episiotomia.
La prevenció implica disminuir els factors de risc coneguts, inclosos els procediments associats a la malaltia, si és possible, i administrar oxitocina al medicament per estimular la contracció de l'úter poc després del naixement del nadó. El misoprostol es pot utilitzar en lloc d'oxitocina en entorns amb pocs recursos. Els tractaments poden incloure: fluids intravenosos, transfusions de sang i la medicació ergotamina per provocar una contracció uterina addicional. Els esforços per comprimir l'úter amb les mans poden ser eficaços si altres tractaments no funcionen. L'aorta també es pot comprimir pressionant l'abdomen. L'OMS ha recomanat una vestimenta anti-xoc no pneumàtica per ajudar fins que es puguin dur a terme altres mesures com la cirurgia. També s'ha demostrat que l'àcid tranexàmic redueix el risc de mort, i s'ha recomanat dins de les tres hores posteriors al part.
Al món en desenvolupament, aproximadament l'1,2% dels parts s'associen a HPP i quan es va produir la HPP va morir un 3% de les dones. A nivell mundial, es produeix aproximadament 8,7 milions de casos i produeix entre 44.000 i 86.000 morts a l'any, cosa que la converteix en la principal causa de mort durant l'embaràs. Al Regne Unit moren aproximadament 0,4 dones per cada 100.000 parts, mentre que a l'Àfrica subsahariana moren unes 150 dones per cada 100.000 parts. Les taxes de mortalitat han disminuït substancialment des d'almenys finals del 1800 al Regne Unit.